# Corus-toernooi 2003
Van 10 t/m 25 januari 2003 werd in Wijk aan Zee de 65e editie van het Corus schaaktoernooi gespeeld.

## Eindstand groep A
| Nr.    | Speler                | Rating | Punten | SB  | 1 | 2 | 3 | 4 | 5 | 6 | 7 | 8 | 9 | 10 | 11 | 12 | 13 | 14 |
| ------ | --------------------- | ------ | ------ | --- | - | - | - | - | - | - | - | - | - | -- | -- | -- | -- | -- |
| Goud   | Viswanathan Anand     | 2753   | 8½     | 54  | * | ½ | ½ | 1 | ½ | ½ | ½ | ½ | ½ | 1  | 1  | 1  | ½  | ½  |
| Zilver | Judith Polgár         | 2700   | 8      | 49¼ | ½ | * | ½ | ½ | ½ | 1 | ½ | ½ | ½ | ½  | 1  | ½  | ½  | 1  |
| Brons  | Evgeny Bareev         | 2729   | 7½     | 45¾ | ½ | ½ | * | 0 | 0 | 1 | 1 | 0 | 1 | ½  | ½  | 1  | ½  | 1  |
| 4      | Aleksej Sjirov        | 2723   | 7      | 45¾ | 0 | ½ | 1 | * | 1 | 0 | ½ | 1 | ½ | ½  | ½  | 1  | 0  | ½  |
| 4      | Loek van Wely         | 2668   | 7      | 44¼ | ½ | ½ | 1 | 0 | * | ½ | ½ | 1 | ½ | 1  | 0  | 0  | ½  | 1  |
| 4      | Aleksandr Grisjtsjoek | 2712   | 7      | 43¼ | ½ | 0 | 0 | 1 | ½ | * | ½ | ½ | 1 | ½  | ½  | ½  | 1  | ½  |
| 4      | Vasyl Ivantsjoek      | 2699   | 7      | 42½ | ½ | ½ | 0 | ½ | ½ | ½ | * | ½ | ½ | ½  | ½  | 1  | ½  | 1  |
| 4      | Vladimir Kramnik      | 2807   | 7      | 42½ | ½ | ½ | 1 | 0 | 1 | ½ | ½ | * | ½ | 1  | ½  | 0  | 1  | 1  |
| 9      | Teimour Radjabov      | 2624   | 6½     | 38¼ | ½ | ½ | 0 | ½ | ½ | 0 | ½ | ½ | * | 0  | ½  | 1  | 1  | 1  |
| 9      | Veselin Topalov       | 2743   | 6½     | 37¾ | 0 | ½ | ½ | ½ | 0 | ½ | ½ | 0 | 1 | *  | ½  | ½  | 1  | 1  |
| 11     | Anatoli Karpov        | 2688   | 6      | 37  | 0 | 0 | ½ | ½ | ½ | ½ | ½ | ½ | ½ | ½  | *  | 0  | 1  | ½  |
| 11     | Roeslan Ponomarjov    | 2734   | 6      | 35½ | 0 | ½ | 0 | 0 | 0 | ½ | 0 | 1 | 0 | ½  | 1  | *  | ½  | 1  |
| 13     | Michał Krasenkow      | 2633   | 4½     | 30¼ | ½ | ½ | ½ | 1 | ½ | 0 | ½ | 0 | 0 | 0  | 0  | ½  | *  | ½  |
| 14     | Jan Timman            | 2594   | 2½     | 16½ | ½ | 0 | 0 | ½ | ½ | ½ | 0 | 0 | 0 | 0  | ½  | 0  | ½  | *  |

## Eindstand groep B
- Zhang Zhong eindigde met 11 uit 13 op de eerste plaats.
- Daniël Stellwagen werd tweede met 8 punten.
- Arkady Naiditsch werd derde met 8 punten.